# Resort to Love
Resort to Love is een Amerikaanse romantische komedie uit 2021, geregisseerd door Steven Tsuchida.

## Verhaal
De zangeres Erica uit New York mislukt zowel met haar popproject als met haar verloofde Jason. Op aandringen van haar vriendin besluit ze een seizoen lang als zangeres op te treden in een vakantieclub op Mauritius. Ter plaatse krijgt ze te horen dat ze op talloze bruiloften moet zingen. Net als Erica werd ook haar ex-verloofde Jason op het eiland geplaatst, die daar met zijn nieuwe vriendin wil trouwen.
Erica wil buiten zichzelf alles afzeggen, maar Jasons nieuwe vriendin Beverly en zijn broer Caleb kunnen Erica kalmeren. Erica houdt duidelijk van Caleb en komt dichter bij hem. Ook vraagt ze haar ex-verloofde om de boel af te ronden en betrokken te raken bij zijn nieuwe relatie. De bruiloft vindt plaats en Erica en Caleb komen eindelijk samen als stel.

## Rolverdeling
| Acteur                | Personage          |
| --------------------- | ------------------ |
| Christina Milian      | Erica Wilson       |
| Jay Pharoah           | Jason King         |
| Sinqua Walls          | Caleb King         |
| Tymberlee Hill        | Amber              |
| Christiani Pitts      | Beverly Strattford |
| Karen Obilom          | Janelle Strattford |
| Alexander Hodge       | Christian          |
| Kayne Lee Harrison    | Cre                |
| Ruth Nadler-Nir       | tienermeisje       |
| Christophe St-Lambert | Travis             |
| Jeremy Boado          | Instagrammer       |
| Jeryl Prescott        | Naomi King         |
| Pope Jerrod           | Francis King       |
| T.J. Power            | Barrington         |

## Release

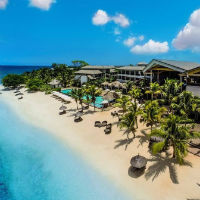
InterContinental Mauritius Resort Balaclava Fort.

De film ging in première op 29 juli 2021 op de streamingdienst Netflix.

## Ontvangst
Op Rotten Tomatoes heeft Resort to Love een waarde van 61% en een gemiddelde score van 5,90/10, gebaseerd op 18 recensies. Op Metacritic heeft de film een gemiddelde score van 46/100, gebaseerd op 5 recensies.